# 程序员节
程序员节（英語：Programmer's Day）是一个国际上被众多科技公司和软件企业认同的业内人士节日。日期是在每年的第256（十六进制为0x100，或28）天，也就是平年的9月13日或闰年的9月12日。它是俄罗斯的一个官方节日，其他国家的程序员社群也庆祝这个节日。之所以选择256（28），是因为它是一个被程序员们所熟知的8位元基数。用1个字节（等于8位元）最多能表示256个数值，而且在平年中，256是2的最大幂中小于365的值。
与此同时，在中国人们主要认同10月24日（2的10次方，210=1024）才是程序员日。因为1024=1k，是二进制的程序世界和十进制的现实世界之间的一个接口，在统计数据流量和存储空间时，1024和1000经常不作区分。此外，对1024这个数字的认同也有来自著名的宅文化社区草榴的影响。
也有人提出将10月10日作为程序员日，因为在计算机世界中，文件都是由1和0这两个二进制数字组成的。

## 习俗与庆祝
白色被选为程序员节的主题色。在红绿蓝24位深（RGB）颜色空间里，每种原色可以有256种级别（从0到255一共256个数值）的深浅变化，当三种原色都达到最大深浅值，即为十六进制的0xFFFFFF时，表示白色。所以全世界的程序员们会穿着白色来庆祝这一天。

## 历史
设立这个节日要归功于瓦伦丁·巴尔特（Valentin Balt），并行技术网页设计公司（Parallel Technologies web design company）的一名职员，2002年，他收集签名向俄罗斯联邦政府请愿，请求将这一天定为程序员节。
2009年7月24日，俄罗斯联邦通信与大众传媒部提出了新的节日安排方案，设立程序员节。。9月11日，俄罗斯总统梅德韦杰夫签署了这个法案。